# Sagaredżo (gmina)
Gmina Sagaredżo (gruz. საგარეჯოს მუნიციპალიტეტი) – jednostka administracyjna należąca do Kachetii w Gruzji. Siedzibą gminy jest miasto Sagaredżo. 

## Położenie
Gmina położona jest w połudnowo-zachodniej części Kachetii, a jednocześnie we wschodniej części Gruzji. 

## Ludność
Na podstawie danych statystycznych z 2024 roku gminę Sagaredżo zamieszkiwało 51 500 osób. 